# Notre-Dame-des-Victoires (Tianjin)

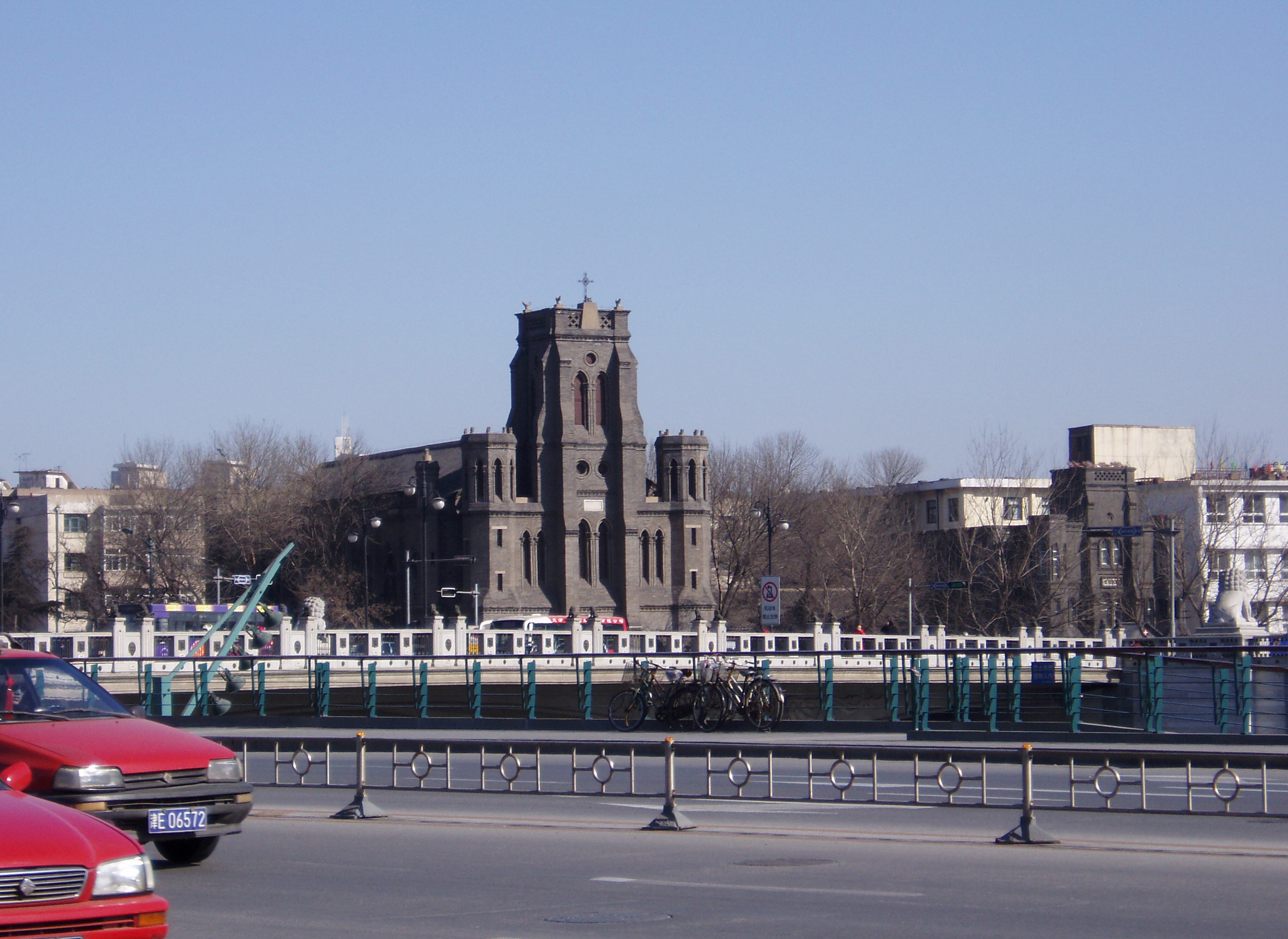
Wanghailou-Kirche

Die Kathedrale Notre-Dame-des-Victoires bzw. Wanhailou-Kirche (chinesisch 望海樓教堂 / 望海楼教堂, Pinyin Wànghǎilóu jiàotáng, englisch Wanghailou Church), die im Chinesischen auch als Katholische Wanghailou-Kirche (望海楼天主堂 Wànghǎilóu tiānzhǔtáng) oder Kirche Unserer Lieben Frau (圣母得胜堂 Shèngmǔ déshèng táng, dt. „Kirche der Siegreichen Heiligen Mutter“) bezeichnet wird, ist eine katholische Kirche im Stadtbezirk Hebei der Stadt Tianjin, China. Sie liegt am Nordufer des Flusses Hai He im Nordwesten der Stadt an der Jingzhonghe-Straße zwischen der Shizilin-Brücke und der Jingangqiao-Brücke.
Eine erste Kirche an dieser Stelle wurde bereits ein Jahr nach ihrer Errichtung während des Tianjin-Massaker von 1870 zerstört, die zweite brannte im Jahre 1900 während des Boxeraufstands nieder. Das jetzige Gebäude wurde 1904 von Franzosen im französischen Pachtgebiet Tientsins (damals Tianjin) errichtet. Die letzte große Zerstörung fand 1976 während der Tangshan-Erdbebens statt, 1983 wurde sie wiederaufgebaut.
Die Unserer Lieben Frau vom Siege gewidmete Kirche steht seit 1988 auf der Liste der Denkmäler der Volksrepublik China in Tianjin (3-6).
Als ehemaliger Bischofssitz wird sie gelegentlich weiter als Kathedrale bezeichnet, in Namen wie Cathédrale Notre-Dame-des-Victoires oder Wanghailou-Kathedrale.